# Zaluzania
Zaluzania é um género botânico pertencente à família Asteraceae. Compreende 32 espécies descritas e destas, sé 14 aceites.
O género foi descrito por Christiaan Hendrik Persoon e publicado em Synopsis Plantarum 2: 473. 1807. A espécie tipo é Zaluzania triloba (Ortega) Pers.

## Espécies aceites
A seguir estão listadas as espécies do género Zaluzania aceites Julho de 2012, ordenadas alfabeticamente. Para cada uma indica-se o nome binomial seguido do autor, abreviado segundo as convenções e usos.
- Zaluzania angusta (Lag.) Sch.Bip.
- Zaluzania augusta (Lag.) Sch. Bip.
- Zaluzania cinerascens Sch.Bip.
- Zaluzania delgadoana B.L.Turner
- Zaluzania discoidea A.Gray
- Zaluzania ensifolia (Sch.Bip.) Sch.Bip.
- Zaluzania grayana B.L.Rob. & Greenm.
- Zaluzania megacephala Sch.Bip.
- Zaluzania mollissima A.Gray
- Zaluzania montagnifolia (Sch.Bip.) Sch.Bip.
- Zaluzania parthenioides (DC.) Rzed.
- Zaluzania pringlei Greenm.
- Zaluzania subcordata W.M.Sharp
- Zaluzania triloba (Ortega) Pers.